# Gianni Pons
Gianni Pons (eigentlich Giovanni Claudio Pons; * 8. März 1909 in Mailand; † 1975) war ein italienischer Schauspieler und Filmregisseur.

## Leben
Pons spielte in den 1930er Jahren als Darsteller Nebenrollen, unter denen einzig der Film Stürme über Morreale (Ettore Fieramosca) herausragt, in dem er den „Graf von Nemours“ gab. Mit dessen Regisseur Alessandro Blasetti blieb er auch weiterhin professionell verbunden, als dessen persönlicher Assistent; daneben arbeitete er an einigen Drehbüchern. Mit Kriegsverlauf verlegte Pons seinen Aufenthaltsort nach Turin, wo er 1943 die dramatische Komödie L'angelo del crepuscolo nach eigenem Buch inszenierte – ein ganz kleiner Film, der erst nach dem Kriegsende in die Kinos kam und erfolglos wieder daraus verschwand –, drei Jahre darauf verantwortete er die italienische Version des französischen Films Nous ne sommes pas mariés. Als Repräsentant der italienischen Filmindustrie war er anschließend in Barcelona bei der „Hispanicas“ tätig; Ende der 1950er Jahre verließ er die Filmbranche.

## Filmografie
- 1938: Stürme über Morreale (Ettore Fieramosca)
- 1943: L'angelo del crepuscolo
- 1946: Non siamo sposati